# Волкан Клуб

Логотип клубу до 2013 року

Логотип клубу в 2013—2015 роках

Волкан клуб де Мороні або просто «Волкан Клуб» (фр. Volcan Club de Moroni) — професіональний коморський футбольний клуб з міста Мороні.

## Історія
Заснований 16 червня 1971 року в столиці дерави, місті Мороні, перемоець 3-ох регіональних чемпіонатів острова Гранд-Комор, тричі виступав у національному чемпіонаті. В 2015 році вперше в своїй історії став перемоцем Прем'єр-ліги Коморських Островів. Також 4 рази ставав володарем кубку Комор.
На міжнародному рівні клуб двічі брав участь в континентальних кубках, але в обох випадках йому так і не вдалося подолати попередній раунд.

## Досягнення
- Прем'єр-ліга Комор
  -  Чемпіон (3): 2015, 2018, 2021/22
- Кубок Коморських Островів
  -  Володар (4): 1984, 2006, 2014, 2016
- Чемпіонат острова Гранд-Комор
  -  Чемпіон (3): 2002, 2003, 2015
- Кубок Арбітрів
  -  Володар (1): 2001[2]
- Coupe de Variété Club de Badjanani
  -  Володар (1): 2003[3]
- Кубок Союзу клубів Мороні
  -  Володар (1): 2003[4]
- Кубок АСКОБЕФ
  -  Володар (1): 2004[4]
- Кубок архіпелагів Коморських Островів
  -  Володар (1): 2006[5]

## Статистика виступів на континентальних турнірах
| Сезон | Турнір                 | Раунд      | Клуб           | Вдома | На виїзді | Загалом |
| ----- | ---------------------- | ---------- | -------------- | ----- | --------- | ------- |
| 2015  | Кубок конфедерації КАФ | Попередній | Петру Атлетіку | 0-1   | 0-4       | 0-5     |
| 2016  | Ліга чемпіонів КАФ     | Попередній | Кайзер Чифс    | 0-4   | 0-3       | 0-7     |